# Futboll Klub Kukësi
El Futboll Klub Kukësi es un club profesional de fútbol albanés el cual está ubicado en la ciudad de Kukës. El club juega sus partidos de local en el Zeqir Ymeri Stadium y actualmente compiten en la Kategoria e Parë, que es el segundo nivel del fútbol albanés. El club jugó en las divisiones inferiores durante gran parte de su historia desde 1930, antes de su ascenso en 2012 a la Superliga de Albania, donde han terminado como subcampeones en tres de las cuatro campañas más importantes que han tenido.

## Historia

### Comienzos del club
El club se formó el 4 de marzo de 1930 en Kukës bajo el nombre de Shoqëria Sportive Kosova, casi al mismo tiempo que el aumento de la popularidad del fútbol en Albania. El club inicialmente estaba compuesto por jóvenes de Has, Lumë y Goranis de Shishtavec, que competían en deportes como el atletismo y la Lucha junto con el fútbol, que rápidamente se convirtió en el deporte más popular en Kukës. El primer partido del club se jugó el 20 de abril de 1930 contra el Internati Krumë, que terminó en empate 0-0. El 13 de julio, el club perdió por primera vez contra el Dibra en Peshkopi, en un partido que terminó 4-1 a favor del rival. En agosto de 1931, el club compitió en un torneo local donde jugaron el Kaballaku (Borje), Shkëlzeni (Tropojë), Internati Krumë y equipos del ejército. Con el establecimiento de la Federación Albanesa de Fútbol en 1932 el Shoqëria Sportive Kosova se registró bajo el nombre Sport Klub Kosova. Sin embargo, no participaron en ninguno de los campeonatos nacionales que se llevaron a cabo en ese momento. En 1949, después del final de la Segunda Guerra Mundial, la Federación Albanesa de Fútbol reanudó sus campeonatos. En 1953 el Shoqëria Sportive Kosova participó por primera vez en una competencia nacional, compitiendo en la Tercera División albanesa (actual Kategoria e Dytë).

### Përparimi
En 1958, el club ascendió a la Segunda División (Kategoria e Parë) por primera vez, y cambiaron su nombre a Klubi Sportiv Përparimi. El primer gran trofeo del club llegó en 1967, ganando la Tercera División (Kategoria e Dytë) y logró el ascenso a la Segunda División. Permanecieron en la liga durante una década, hasta 1977, cuando ganaron el título de Segunda División, el mayor logro del club desde su formación en 1930. A pesar de descender rápidamente, el club una vez más ganó la Segunda División en 1982. Muchos consideran que los finales de los 70 y principios de los 80 como la era dorada del club.
Con la caída del comunismo en Albania en 1991, el club experimentó enormes problemas financieros ya que habían confiado en la financiación estatal para administrar el club durante muchos años. El Municipio de Kukës junto con el empresario local comenzaron a financiar el equipo  después del final del régimen comunista de Albania, pero debido a la falta de fondos, el club no experimentó ningún éxito durante casi dos décadas después del comunismo.

### Kukësi
En 2010, el club experimentó una renovación completa, cambiando su nombre por tercera vez al Futboll Klub Kukësi. El representante de Kukës en el Parlamento de Albania y miembro del Partido Democrático de Albania, Fatos Hoxha, fue elegido presidente del F. K. Kukësi. El club tenía como objetivo llegar a la Superliga de Albania por primera vez en su historia, invirtiendo fuertemente para la temporada 2010-11 con el fin de lograr el ascenso a la Primera División. Fatos Hoxha y la Municipalidad de Kukës contrataron a Shahin Berberi como entrenador del club y le dieron el respaldo financiero para hacer muchos fichajes con el fin de lograr el ascenso. Berberi hizo exactamente eso y el Kukësi se coronó campeón de la Kategoria e Parë al final de la temporada 2010-11. En la temporada siguiente el club una vez más invirtió mucho, esta vez para lograr su objetivo de fútbol en el alto nivel, un objetivo que se logró al final de la temporada 2011-12, cuando el Kukësi terminó segundo en la tabla y ascendió a la Superliga albanesa de la temporada 2012-13.

### Superliga

#### 2012-13
El primer partido de la máxima categoría del club fue contra el recién ascendido Luftëtari Gjirokastër el 26 de agosto de 2012 en el Zeqir Ymeri Stadium, y terminó en un empate sin goles frente a más de 2.500 espectadores. Permanecieron invictos en la liga durante los diez primeros partidos, que incluyeron una victoria en casa contra el Tirana. Su comienzo invicto en la Superliga llegó a su fin el 17 de noviembre en una derrota 2-0 ante el Flamurtari Vlorë. Terminaron la temporada en el segundo lugar detrás del Skënderbeu Korçë, a quienes derrotaron 4-3 en el último partido de la temporada. La temporada del Kukësi fue considerada un éxito, considerando la humilde historia del club, que no los detuvo cosechando triunfos memorables durante la campaña 2012-13, incluyendo un triunfo 6-1 sobre el Flamurtari Vlorë y una victoria 5-1 sobre el Shkumbini Peqin. Fueron presentados como el equipo sorpresa de la UEFA, ya que fueron el único equipo que terminó la temporada invicto en casa y su segundo puesto les valió un lugar en la primera ronda de clasificación de la Liga Europa de la UEFA. Terminaron la temporada con un récord de 15 victorias, 7 empates y 4 derrotas, logrando 52 puntos y una diferencia de goles positiva de 24.

#### 2013-14
El primer partido del Kukësi en Europa se jugó el 4 de julio de 2013 y terminó con un empate 1-1 ante el equipo estonio, Flora Tallin, y el centrocampista Gerhard Progni anotó el primer gol del club en competición europea en el minuto 79. El partido de vuelta se jugó en el Estadio Qemal Stafa en Tirana y terminó en empate a 0, lo que significó que el Kukësi avanzó a la segunda ronda de clasificación de la Liga Europea por la regla del gol de visitante. En la siguiente ronda, el Kukësi se enfrentó al Sarajevo de Bosnia-Herzegovina, al que derrotaron 3-2 en el Estadio Qemal Stafa en el partido de ida, gracias a los goles de Yll Hoxha, Lazar Popović e Igli Allmuça. En el partido de vuelta en el Estadio Asim Ferhatović Hase, el partido terminó sin goles, lo que significó que el Kukësi avanzó a la tercera ronda de clasificación. Se enfrentaron al Metalurg Donetsk de Ucrania en la siguiente ronda y sorprendieron a los ucranianos con una victoria por 2-0 en Tirana, gracias a los goles de Lucas Malacarne y Renato Malota. El Kukësi sufrió la primera derrota europea en su sexto partido, pero aun así avanzó a los play-offs al ganar 2-1 en el global. En el play-off debieron enfrentarse al Trabzonspor turco, a quien enfrentaron en casa en el partido de ida que terminó en una predecible derrota por 2-0. En el Estadio Hüseyin Avni Aker en el partido de vuelta, el Kukësi logró abrir el marcador a través de Lazar Popović en el minuto 11, antes de que el Trabzonspor anotara tres veces para terminar con un global de 5-1. La carrera europea del club fue ampliamente divulgada tanto en Albania como en la región, y los jugadores fueron considerados héroes por superar su condición de perdedores tanto a nivel nacional como continental.
Comenzaron la temporada 2013-14 en mala forma, perdiendo su primer partido contra el recién ascendido Lushnja antes de ser ampliamente vencidos por el Vllaznia Shkodër por 3-0 en casa, dejándolos en zona de descenso. Sin embargo, rápidamente se recuperó para vencer al campeón Skënderbeu Korçë por 3-1, antes de empatar con el Teuta Durrës y vencer al Kastrioti Krujë para sacarlos de la zona de descenso. Perdieron el partido siguiente contra el Partizán de Tirana que causó que el entrenador Armando Cungu por Naci Şensoy, cuyo reinado en el Kukësi comenzó con dos empates y una derrota que llevó al club de vuelta a la zona de descenso. A partir de la semana 10, sin embargo, tuvieron una racha de cuatro victorias consecutivas que terminó con un empate 1-1 con el Skënderbeu Korçë. Sin embargo, el entrenador Şensoy estaba bajo presión tanto de los fanáticos como del presidente Safet Gjici, y luego de ganar solo una vez en sus siguientes cuatro partidos de liga, renunció inmediatamente después de un empate sin goles en casa contra el Bylis Ballsh. Sulejman Starova asumió el cargo de entrenador hasta el final de temporada. Starova comenzó con una decepcionante  derrota 2-0 frente al Bylis Ballsh, antes de vencer al Flamurtari Vlorë y a Laçi consecutivamente para recuperar algo de impulso para un título tardío. Las esperanzas de ganar el título disminuyeron después de una derrota por 3-1 ante el Tirana en la semana 22, a pesar de perder solo una vez en sus últimos once partidos, que los vieron ganar siete veces, para terminar cómodamente en el segundo lugar, cuatro puntos detrás del Skënderbeu Korçë y tres puntos por delante de Laçi, que terminaron primero y tercero respectivamente. También tuvieron una buena carrera en la Copa de Albania, ya que eliminaron al Naftëtari Kuçovë, Apolonia Fier, Bylis Ballsh y Teuta Durrës para llegar a la final contra el Flamurtari Vlorë, que finalmente perdieron por 1-0 ante un gol de Arbër Abilaliaj

## Estadio
La casa del Kukësi es el Estadio Zeqir Ymeri, que tiene una capacidad para 5.500 espectadores ubicado cerca del distrito de Kukës. El estadio se completó en 2012, y el club había jugado previamente en un campo ubicado en la misma posición sobre la que se construyó el estadio, y el terreno anterior se llamó Estadio Përparimi hasta 2010, después del nombre del club en ese momento, Përparimi Kukës. Antes, el terreno consistía en un campo de juego rodeado de césped donde los fanáticos observaban los partidos, ya que el club pasó la mayor parte de su historia en las ligas inferiores del fútbol albanés, por lo que no era necesario construir un estadio para un pequeño club.
En julio de 2010 comenzó a construirse el estadio, financiado conjuntamente por la Federación Albanesa de Fútbol, el Municipio de Kukës y la UEFA, que invirtió los 300.000 euros necesarios para comenzar a trabajar en el estadio. El terreno recibió el nombre de Zeqir Ymeri en honor a un exfutbolista del club, y la apertura del estadio fue el 30 de noviembre de 2010, donde se jugó un amistoso contra el Partizán de Tirana, que el Kukësi ganó 1-0. Una vez que el club logró el ascenso a la Superliga de Albania en 2012, el estadio no cumplía con los requisitos necesarios para competir en la máxima división, lo que llevó a una mayor inversión, lo que resultó en un intenso programa de reconstrucción durante el verano de 2012 para preparar el estadio para la temporada 2012-13. El estadio recibió una capacidad para sentarse de más de 5.000 espectadores y se agregaron todos los servicios necesarios para cumplir con los requisitos de la liga, y se volvió a abrir el 1 de octubre con un costo total de reconstrucción de 576.000 euros.

## Afición
El club cuenta con un buen apoyo en la comunidad de Kukës, así como en las regiones circundantes del noreste, y el grupo principal de ultras se llama Armata e Veriut, que se traduce como Ejército del Norte. Los aficionados han sido conocidos por un comportamiento negativo, que incluyó un enfrentamiento con el Luftëtari Gjirokastër el 6 de mayo de 2012 en la Superliga de Albania, donde los fanáticos del Kukësi fueron vistos arrojando objetos al campo, lo que resultó en el árbitro Lorenc Jemini tener que pausar el partido. El juego finalmente se reinició, pero el club fue castigado por la Federación Albanesa de Fútbol con una prohibición de seis partidos en el estadio, lo que significa que tuvieron que jugar sus próximos seis partidos en casa a puertas cerradas. El club fue multado con un total de 27.000 euros por el comportamiento de sus aficionados durante su carrera en la Liga Europa de la UEFA en el verano de 2013, mientras arrojaban botellas y bengalas al campo de sus partidos locales frente al Sarajevo y Metalurh Donetsk.
Las principales rivalidades del Kukësi han sido con pequeños clubes locales como el Pashtriku Has, que se considera el derbi de Kukës; un derbi que el Kukësi ha dominado típicamente. Las otras rivalidades del club son el Korabi Peshkopi y el Tërbuni Pukë, que con los derbis del noreste. Más recientemente, sin embargo, el club ha visto crecer la rivalidad con los clubes más grandes de la Superliga de Albania, que incluye especialmente al Skënderbeu Korçë.

## Competición europea
En la temporada 2013-14 de la Liga Europa de la UEFA, el Kukësi batió el récord del Flamurtari Vlorë, ya que eliminó a 3 equipos en las rondas de clasificación de la Liga Europa, más que cualquier otro equipo albanés ha eliminado. En la primera ronda, eliminó al Flora Tallin. El 4 de julio de 2013, el Kukësi jugó en Tallin contra el Flora y el partido terminó 1-1 y el 11 de julio en Tirana, el partido terminó 0-0. En la segunda ronda de clasificación, el Kukësi eliminó al Sarajevo. El 18 de julio de 2013, el Kukësi ganó en Tirana 3-2 y el 25 de julio de 2013 en Sarajevo, el partido terminó 0-0. En la tercera ronda de clasificación, el Kukësi eliminó al Metalurh Donetsk. El 1 de agosto de 2013, el Kukësi ganó en Tirana 2-0 y el 8 de agosto de 2013 el Kukësi perdió en Donetsk 1-0. En los play-off, el Kukësi fue eliminado por el Trabzonspor. El 22 de agosto de 2013, el Kukësi perdió en Tirana 0-2 y el 29 de agosto de 2013, el Kukësi perdió en Trabzon 3-1.

### Estadísticas
| Competition           | P. | PJ | PG | PE | PP | GF | GC |
| UEFA Champions League | 2  | 6  | 1  | 3  | 2  | 3  | 6  |
| UEFA Europa League    | 6  | 26 | 7  | 7  | 12 | 21 | 32 |
| Total                 | 8  | 32 | 8  | 10 | 14 | 28 | 43 |

## Participación en competiciones de la UEFA
| Temporada | Torneo                | Ronda            | Club                  | Casa  | Visita | Global  |
| --------- | --------------------- | ---------------- | --------------------- | ----- | ------ | ------- |
| 2013–14   | UEFA Europa League    | Clasificatoria 1 | Flora Tallinn         | 0–0   | 1–1    | 1–1 (a) |
| 2013–14   | UEFA Europa League    | Clasificatoria 2 | FK Sarajevo           | 3–2   | 0–0    | 3–2     |
| 2013–14   | UEFA Europa League    | Clasificatoria 3 | Metalurh Donetsk      | 2–0   | 0–1    | 2–1     |
| 2013–14   | UEFA Europa League    | Play-off         | Trabzonspor           | 0–2   | 1–3    | 1–5     |
| 2014–15   | UEFA Europa League    | Clasificatoria 1 | Kairat Almaty         | 0–0   | 0–1    | 0–1     |
| 2015–16   | UEFA Europa League    | Clasificatoria 1 | Torpedo-BelAZ Zhodino | 2–0   | 0–0    | 2–0     |
| 2015–16   | UEFA Europa League    | Clasificatoria 2 | Mladost Podgorica     | 0–1   | 4–2    | 4–3     |
| 2015–16   | UEFA Europa League    | Clasificatoria 3 | Legia Varsovia        | 0–3 1 | 0–1    | 0–4     |
| 2016–17   | UEFA Europa League    | Clasificatoria 1 | Rudar Pljevlja        | 1–1   | 1–0    | 2–1     |
| 2016–17   | UEFA Europa League    | Clasificatoria 2 | Austria Viena         | 1–4   | 0–1    | 1–5     |
| 2017-18   | UEFA Champions League | Clasificatoria 2 | Sheriff               | 2–1   | 0–1    | 2–2 (a) |
| 2018-19   | UEFA Champions League | Clasificatoria 1 | Valleta               | 0–0   | 1–1    | 1–1 (a) |
| 2018-19   | UEFA Champions League | Clasificatoria 2 | Qarabağ               | 0–0   | 0–3    | 0–3     |
| 2018-19   | UEFA Europa League    | Clasificatoria 3 | Torpedo Kutaisi       | 2–0   | 2–5    | 4–5     |
| 2019-20   | UEFA Europa League    | Clasificatoria 1 | Debrecen              | 1–1   | 0–3    | 1–4     |
| 2020-21   | UEFA Europa League    | Clasificatoria 1 | Slavia Sofia          | 2–1   | –      | 2–1     |
| 2020-21   | UEFA Europa League    | Clasificatoria 2 | Wolfsburgo            | 0–4   | –      | 0–4     |

## Palmarés
- Superliga de Albania:
  - 2016-17

- Copa de Albania: 
  - 2015-16, 2018-19

- Supercopa de Albania:
  - 2016

- Kategoria e Dytë:
  - 1959, 1966-67, 1976-77, 1981-82, 2010-11.

## Ranking UEFA
| P.  | Equipo       | Pts.  |
| --- | ------------ | ----- |
| 213 | F. K. Kukësi | 4.750 |